# Mouvement réformateur - Libéraux bruxellois
 (mai 2022).
Si vous disposez d'ouvrages ou d'articles de référence ou si vous connaissez des sites web de qualité traitant du thème abordé ici, merci de compléter l'article en donnant les références utiles à sa vérifiabilité et en les liant à la section « Notes et références ».
Le Mouvement réformateur des libéraux bruxellois (MRLB) est un parti politique bruxellois francophone, membre du Mouvement réformateur ; il rassemble les libéraux bruxellois. Cette dénomination date de décembre 2005. Elle remplace, à Bruxelles, la dénomination PRL. En Wallonie, les libéraux utilisent uniquement le sigle MR.